# Kelt 550
 (février 2015).
 (mars 2019).
Si vous disposez d'ouvrages ou d'articles de référence ou si vous connaissez des sites web de qualité traitant du thème abordé ici, merci de compléter l'article en donnant les références utiles à sa vérifiabilité et en les liant à la section « Notes et références ».
Fabriqué par le chantier Kelt Marine en France le Kelt 5.50 ou Kelt 550 est un petit croiseur côtier gréé en sloop bermudien et doté d'une coque en polyester. Le Kelt 5.50 est dépourvu de baille à mouillage et d'équipets dans ses toutes premières versions. Ces éléments apparaissent ensuite : les équipets et une kitchenette, d'abord en option et à la fin en série. Son confort minimaliste à l'origine et son faible coût à l'achat le désignaient comme "la 2CV de la mer".  Le Kelt 550 est souvent utilisé pour des sorties à la journée ou des croisières courtes, ce qui en fait un choix populaire parmi les navigateurs débutants et intermédiaires.

## Historique
Il a d'abord été conçu pour satisfaire à la jauge Micro Cup, une régate créée par la revue Bateaux dans la ligne droite du concept Corsaire. 
Un prototype, le Microkelt voit d'abord le jour, puis l'architecte Gilles Ollier est chargé par Kelt Marine, chantier de Gilles Le Baud basé à Vannes (Morbihan), de mettre au point un modèle plus adapté à la mini croisière. Entre 1978 et 1982, 600 exemplaires seront construits, contribuant parmi d'autres à la démocratisation de la plaisance à la voile. La plupart naviguent encore, entretenus et rénovés par des propriétaires passionnés. 
Le kelt 550 propose un large cockpit auto-videur et des banquettes confortables, mais aussi une cabine spacieuse, quoique rustique, permettant à quatre adultes de passer une nuit sur des couchages dont deux de type " semi-cercueil ". Il dispose sous la banquette tribord d'un grand coffre de rangement et à bâbord d'un volume fermé se prolongeant sous le cockpit, destiné à assurer la flottabilité en cas de chavirage. Le panneau de descente vers la cabine est incliné. Ce dispositif rudimentaire évite la présence d'un capot coulissant, libérant tout l'espace sur le roof où se situent la plupart des commandes de gréement (winch, coinceur). Cette organisation facilite la navigation en solitaire. 

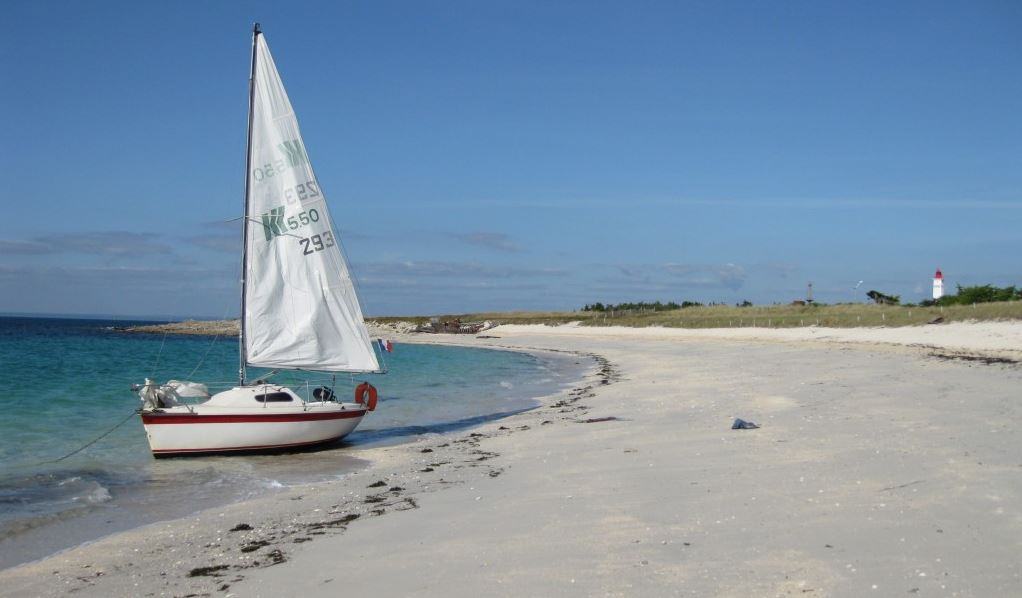
Kelt 550 à l'échouage à Pen Maryse sur l'île de Penfret (archipel des Glénan).

Le modèle DI (dériveur intégral) est doté d'une dérive sabre qui coulisse dans un puits occupant le centre de la cabine et d'une carène aplatie de l'arrière jusqu'au tiers avant, ce qui lui assure une certaine stabilité dans le clapot et lui permet de se poser à plat sur une plage ou de se hisser d'une cale vers une remorque au moyen d'un treuil. Il répond ainsi au concept de camping côtier tout en offrant l'avantage d'une prise en main aisée pour un débutant.

## Caractéristiques principales

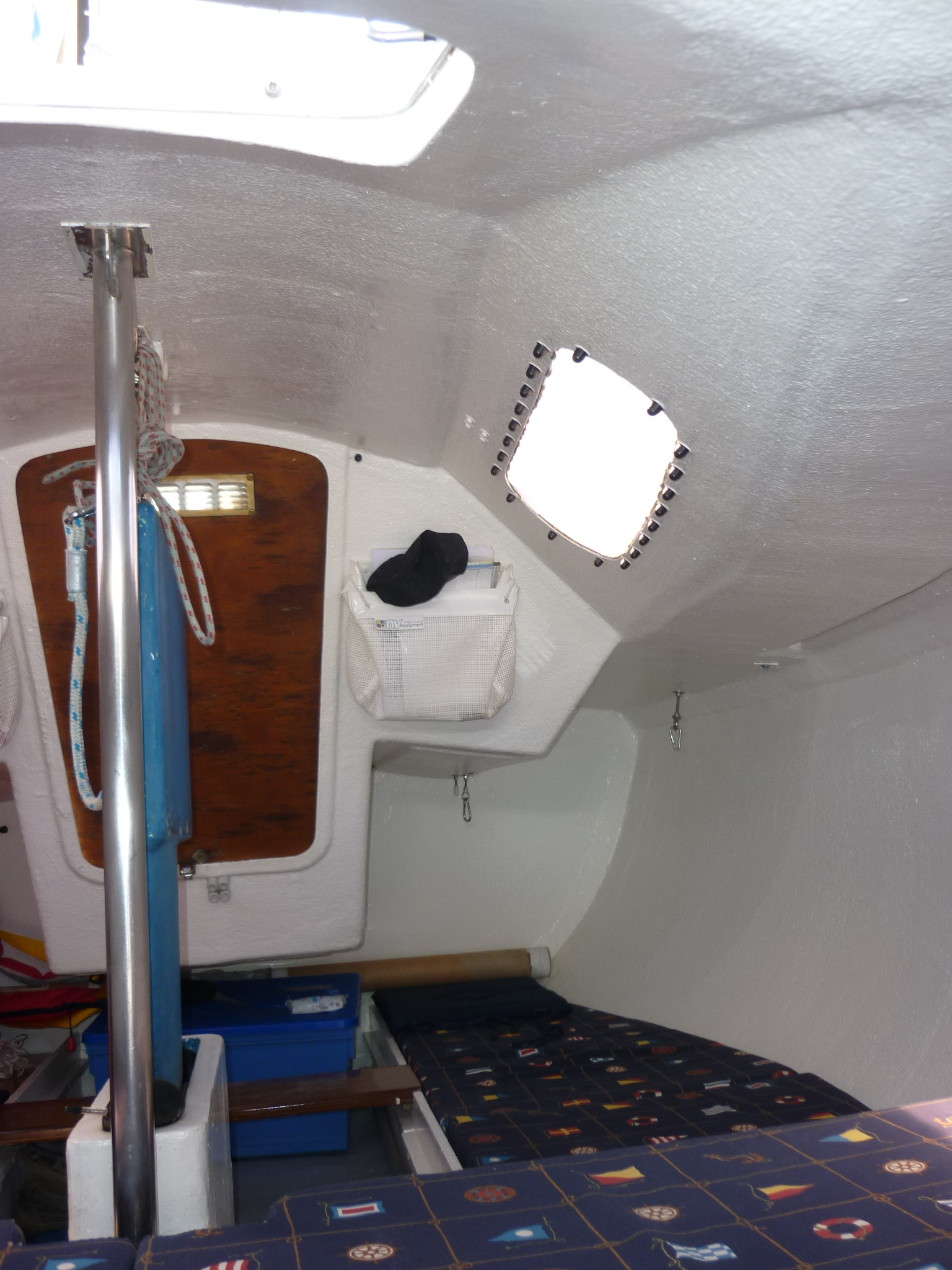

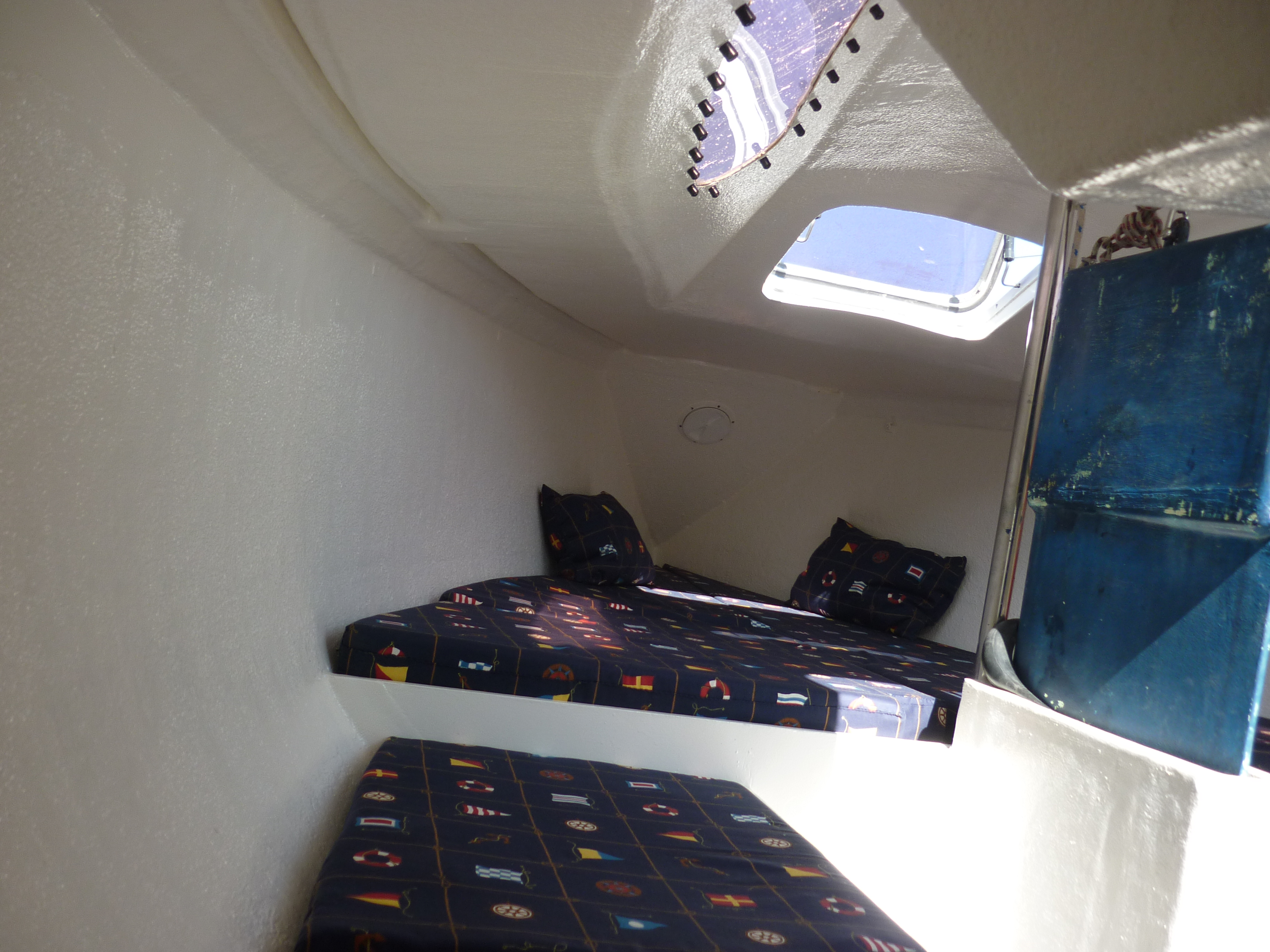
Couchages bâbord

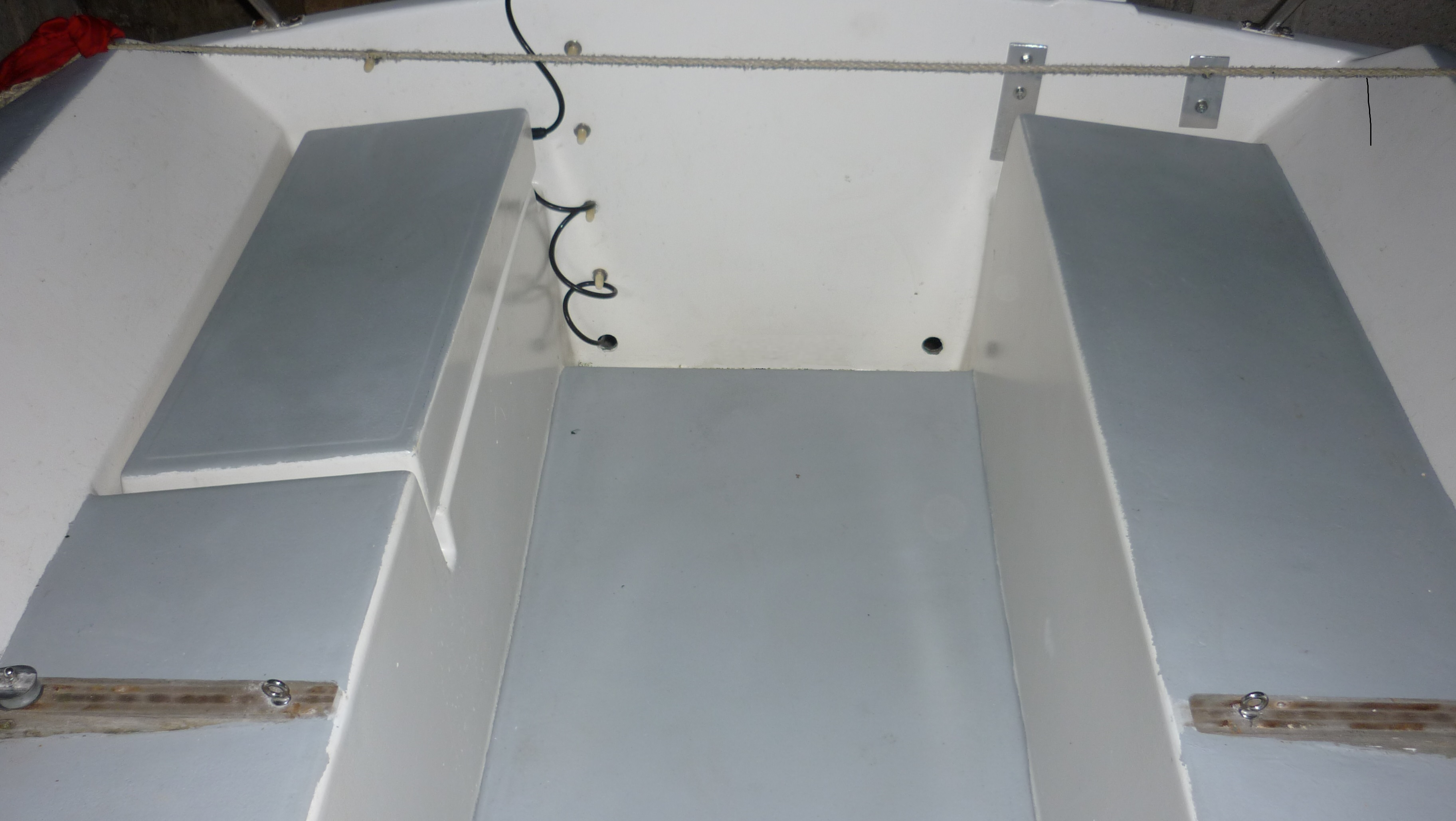

- Type Quillard :
  - Tirant d'eau  : 0.75
  - Poids lest standard : 150 kg
- Dériveur intégral :
  - Tirant d'eau max : 1.1 m
  - Tirant d'eau min : 0.3 m
  - Poids lest court : 105 kg
  - Poids lest mobile : 70 kg
- Déplacement lège : 550 kg
- Catégorie de navigation : 4
- Matériau : Polyester monolithique
- Longueur hors tout : 5.97 m
- Longueur de flottaison 4.80 m
- Hauteur sous barrot : 1.4 m
- Largeur passavants  0.29 m
- Mât : 7 m à 1 étage de barres de flèches poussantes
- Nombre de couchages : 4[1]
- Nombre de passagers : 5
- Cotes grand-voile  : 
  - Guindant : 6.4 m
  - Bordure : 2.8 m
  - Chute : 7 m
- La grand-voile est dotée d'une surface de 10,5 m2 , le foc d'une surface de 6,5 m2 , le génois d'une surface de 8 m2 , le spi d'une surface de 18,5 m2 et le tourmentin mesure 2,9 m2 [1].